# Gabadinho Mhango
Hellings Frank "Gabadinho" Mhango (Chiweta, Malawi, 27 de septiembre de 1992) es un futbolista malauí que juega en la posición de delantero para el Swallows FC de la Premier Soccer League. Es internacional con la selección de fútbol de Malawi.

## Carrera
Mhango debutó profesionalmente a los 20 años con el club sudafricano Nyasa Big Bullets en el año 2012, donde tuvo un gran paso, ya que llegó a convertir 5 goles en 4 partidos en la Copa Presidencial.
En la siguiente temporada se fue traspasado al Bloemfontein Celtic, donde permaneció hasta el año 2015; ahí jugó un total de 46 partidos y marcó 15 goles.
En el 2015, fue traspasado al Lamontville Golden Arrows, dónde solo jugó una temporada, en la que jugó 15 partidos y marcó un total de 5 goles.
Un año después se fue al Wits University de la Premier Soccer League, al igual que sus 3 anteriores equipos. Ahí se quedó 3 temporadas, en las que llegó a jugar 46 partidos, marcar 15 goles y otorgar 3 asistencias; dejando un buen paso por el club.
Luego, en junio del 2019, fue traspasado al Orlando Pirates, también de la Premier Soccer League.

## Carrera internacional
Su primer convocatoria para la selección de Malawi en septiembre del 2012, para el partido de clasificación para la Copa Africana de Naciones contra Ghana. En mayo de 2013 ocurrió un hecho muy curioso ya que se anunció que Mhango no estaría disponible para los dos próximos partidos de clasificación para la Copa Mundial de Fútbol 2014 debido a sus exámenes escolares. El 17 de mayo del 2014, Mhango anotó los dos goles de su selección en la victoria por 2 a 0 frente a Chad, en el primer partido de clasificación de para la Copa Africana de Naciones 2015. Ya en 2016, marcaría su primer hat-trick para su seleccionado en un partido contra Angola correspondiente a la Copa COSAFA 2016, el cual terminó 3 a 0, haciendo que los goles de Mhango le otorgaran la victoria a Malawi. Tuvo una gran participación en la Copa Africana de Naciones 2021, en la que marcó 3 goles en 4 partidos siendo así el único que hizo goles de su selección en la competición.
| Goles internacionales | Goles internacionales | Goles internacionales                                     | Goles internacionales                | Goles internacionales | Goles internacionales | Goles internacionales                                |
| N.º                   | Fecha                 | Sede                                                      | Rival                                | Marcador              | Resultado             | Competencia                                          |
| --------------------- | --------------------- | --------------------------------------------------------- | ------------------------------------ | --------------------- | --------------------- | ---------------------------------------------------- |
| 1                     | 23/3/2013             | Estadio Sam Nujoma, Windhoek, Namibia                     | Selección de fútbol de Namibia       | 1-0                   | 1-0                   | Clasificación para la Copa Mundial de la FIFA 2014   |
| 2                     | 17/5/2013             | Estadio Kamuzu, Blantire, Malawi                          | Selección de fútbol de Chad          | 1-0                   | 2-0                   | Clasificación para la Copa Africana de Naciones 2015 |
| 3                     | 17/5/2013             | Estadio Kamuzu, Blantire, Malawi                          | Selección de fútbol de Chad          | 2-0                   | 2-0                   | Clasificación para la Copa Africana de Naciones 2015 |
| 4                     | 31/5/2014             | Estadio Polideportivo Idriss Mahamat Ouya, Yamena, Chad   | Selección de fútbol de Chad          | 1-3                   | 1-3                   | Clasificación para la Copa Africana de Naciones 2015 |
| 5                     | 12/6/2016             | Independence Stadium, Windhoek, Namibia                   | Selección de fútbol de Angola        | 1-0                   | 3-0                   | Copa COSAFA 2016                                     |
| 6                     | 12/6/2016             | Independence Stadium, Windhoek, Namibia                   | Selección de fútbol de Angola        | 2-0                   | 3-0                   | Copa COSAFA 2016                                     |
| 7                     | 12/6/2016             | Independence Stadium, Windhoek, Namibia                   | Selección de fútbol de Angola        | 3-0                   | 3-0                   | Copa COSAFA 2016                                     |
| 8                     | 26/5/2019             | Estadio King Zwelithini, Durban, Sudáfrica                | Selección de fútbol de Seychelles    | 1-0                   | 3-0                   | Copa COSAFA 2019                                     |
| 9                     | 28/5/2019             | Estadio King Zwelithini, Durban, Sudáfrica                | Selección de fútbol de Namibia       | 1-1                   | 2-1                   | Copa COSAFA 2019                                     |
| 10                    | 2/6/2019              | Princess Magogo Stadium, Durban, Sudáfrica                | Selección de fútbol de Zambia        | 1-0                   | 2-2 (2-4 p)           | Copa COSAFA 2019                                     |
| 11                    | 13/11/2019            | Estadio Kamuzu, Blantire, Malawi                          | Selección de fútbol de Sudán del Sur | 1-0                   | 1-0                   | Clasificación para la Copa Africana de Naciones 2021 |
| 12                    | 31/12/2021            | Estadio Príncipe Abdullah Al Faisal, Yeda, Arabia Saudita | Selección de fútbol de Comoras       | 1-0                   | 2-1                   | Amistoso                                             |
| 13                    | 14/1/2022             | Estadio Kouekong, Bafoussam, Camerún                      | Selección de fútbol de Zimbabue      | 1-1                   | 2-1                   | Copa Africana de Naciones 2021                       |
| 14                    | 14/1/2022             | Estadio Kouekong, Bafoussam, Camerún                      | Selección de fútbol de Zimbabue      | 2-1                   | 2-1                   | Copa Africana de Naciones 2021                       |
| 15                    | 25/1/2022             | Estadio Ahmadou Ahidjo, Yaundé, Camerún                   | Selección de fútbol de Marruecos     | 1-0                   | 1-2                   | Copa Africana de Naciones 2021                       |

## Estadísticas
Actualizado a 18 de enero de 2022.
| Club                | Div.          | Temporada     | Liga  | Liga  | Liga   | Copas nacionales(1) | Copas nacionales(1) | Copas nacionales(1) | Torneos internacionales(2) | Torneos internacionales(2) | Torneos internacionales(2) | Total | Total | Total  |
| Club                | Div.          | Temporada     | Part. | Goles | Asist. | Part.               | Goles               | Asist.              | Part.                      | Goles                      | Asist.                     | Part. | Goles | Asist. |
| ------------------- | ------------- | ------------- | ----- | ----- | ------ | ------------------- | ------------------- | ------------------- | -------------------------- | -------------------------- | -------------------------- | ----- | ----- | ------ |
| Nyasa Big Bullets   | 1.ª           | 2011-12       | 0     | 0     | 0      | 4                   | 5                   | 0                   | —                          | —                          | —                          | 4     | 5     | 0      |
| Nyasa Big Bullets   | Total club    | Total club    | 0     | 0     | 0      | 0                   | 0                   | 0                   | 0                          | 0                          | 0                          | 0     | 0     | 0      |
| Bloemfontein Celtic | 1.ª           | 2013-14       | 20    | 9     | 1      | —                   | —                   | —                   | —                          | —                          | —                          | 20    | 9     | 1      |
| Bloemfontein Celtic | 1.ª           | 2014-15       | 21    | 4     | 2      | —                   | —                   | —                   | —                          | —                          | —                          | 21    | 4     | 2      |
| Bloemfontein Celtic | 1.ª           | 2015-16       | 5     | 1     | 0      | 0                   | 0                   | 0                   | —                          | —                          | —                          | 5     | 1     | 0      |
| Bloemfontein Celtic | Total club    | Total club    | 46    | 14    | 3      | 0                   | 0                   | 0                   | —                          | —                          | —                          | 46    | 14    | 3      |
| Golden Arrows       | 1.ª           | 2015-16       | 13    | 5     | 0      | 2                   | 0                   | 0                   | —                          | —                          | —                          | 15    | 5     | 0      |
| Golden Arrows       | Total club    | Total club    | 13    | 5     | 0      | 2                   | 0                   | 0                   | —                          | —                          | —                          | 15    | 5     | 0      |
| Wits University     | 1.ª           | 2016-17       | 24    | 9     | 1      | 5                   | 1                   | 1                   | 2                          | 0                          | 0                          | 31    | 10    | 2      |
| Wits University     | 1.ª           | 2017-18       | 16    | 2     | 2      | 5                   | 0                   | 0                   | —                          | —                          | —                          | 21    | 2     | 0      |
| Wits University     | 1.ª           | 2018-19       | 12    | 3     | 1      | 1                   | 0                   | 0                   | —                          | —                          | —                          | 13    | 3     | 1      |
| Wits University     | Total club    | Total club    | 52    | 14    | 4      | 11                  | 1                   | 1                   | 2                          | 0                          | 0                          | 65    | 15    | 3      |
| Orlando Pirates     | 1.ª           | 2019-20       | 28    | 16    | 1      | 1                   | 1                   | 0                   | —                          | —                          | —                          | 29    | 17    | 1      |
| Orlando Pirates     | 1.ª           | 2020-21       | 22    | 5     | 1      | 3                   | 1                   | 1                   | 7                          | 0                          | 0                          | 32    | 4     | 2      |
| Orlando Pirates     | 1.ª           | 2021-22       | 4     | 0     | 1      | 1                   | 0                   | 0                   | 1                          | 0                          | 0                          | 6     | 0     | 1      |
| Orlando Pirates     | Total club    | Total club    | 44    | 21    | 3      | 5                   | 2                   | 1                   | 10                         | 0                          | 0                          | 67    | 21    | 4      |
| Total carrera       | Total carrera | Total carrera | 165   | 54    | 10     | 82                  | 3                   | 2                   | 109                        | 6                          | 0                          | 193   | 57    | 13     |